# Ungarische Badmintonmeisterschaft 1978
Die Ungarische Badmintonmeisterschaft 1978 fand am 13. und 14. Mai 1978 in Budapest statt.

## Finalergebnisse
| Disziplin    | Sieger                                                     | Finalist                                                   | Ergebnis           |
| ------------ | ---------------------------------------------------------- | ---------------------------------------------------------- | ------------------ |
| Herreneinzel | Imre Bereknyei (Kando SC)                                  | János Cserni (Fökert SE)                                   | 7-15, 15-2, 15-7   |
| Dameneinzel  | Ildikó Bödecs (Hatvani Spart. SC)                          | Zsuzsa Gláser (Honvéd Zrínyi SE)                           | 11-6, 12-9         |
| Herrendoppel | József Papp István Englert (Honvéd Kilián FSE / Fökert SE) | János Cserni László Rammer (Fökert SE)                     | 15-6, 15-3         |
| Damendoppel  | Zsuzsa Gláser Andrea Legerszki (Honvéd Zrínyi SE)          | Ildikó Vígh Zsuzsa Diószegi (MAFC)                         | 15-0, 15-3         |
| Mixed        | József Papp Éva Pozsik (Fökert SE)                         | Imre Bereknyei Zsuzsa Gláser (Kando SC / Honvéd Zrínyi SE) | 15-6, 10-15, 18-15 |